# Eric Python IDE
Eric是一个自由的软件集成开发环境，主要为开发Python和Ruby语言编写的程序而设计。历史上某个时期中，Eric4是这款软件针对Python 2的变种，而Eric5则针对Python 3。但自从Eric6发布以后，两者均由同一份代码所支持。
从设计上来看，它作为数个程序的前端，例如QScintilla编辑器小工具、Python语言解释器、代码重构工具、用来进行性能分析的Python Profiler，等等。它使用PyQt这个Qt 部件工具箱的Python绑定。程序的功能也可以经由插件机制进行扩展。Eric插件仓库提供了不同类型的扩展，可以在IDE中直接使用。

## 特色
- 同时提供Python2/3、PyQt4/5的开发环境，开发者可以根据实际需求自由选择；
- 与版本控制系统整合，当前版本内建支持Mercurial和Subversion，可通过可选插件支持Git；
- 与Qt整合，可以直接调用Qt Creator中包含的Qt设计师、Qt语言家等Qt开发工具；
- 在IDE窗口内提供了内建的通信工具，包括一个IRC客户端和一个轻量级的协作工具；
- 提供丰富而实用的独立小工具，如截图工具、网页浏览器、SQL数据库浏览器、迷你文本编辑器、图标编辑器、系统托盘图标、等等。[2]

## 下载与安装
用户可以在SourceForge上下载最新的ZIP或tar.gz安装包，并按照说明进行安装。大部分Linux发行版已经将eric加入了软件源。Windows用户需要事先安装合适的Python和PyQt。

## 本地化支持
eric6目前提供英语、法语、德语、俄语、捷克语、西班牙语、意大利语、土耳其语和简体中文的翻译。

## 参閱
- Python
- Qt
- PyQt

## 外部連結
- 官方主页（页面存档备份，存于）
- 使用文档（较陈旧）（页面存档备份，存于）
- 上游代码库（Mercurial）[永久]